# Otakar Vondrovic
Otakar Vondrovic (23. listopadu 1908, Poděbrady – 8. června 1985, tamtéž) byl český lékař, hudební pedagog a klavírista. V Poděbradech byl od roku 1933 lázeňským lékařem a provozovatelem soukromé praxe se zaměřením na srdeční choroby. Po roce 1948 byla jeho ordinace uzavřena a rodinný penzion znárodněn. Vondrovic se poté přeorientoval na oční lékařství, ale v 60. letech 20. století se začal naplno věnovat hudbě.
Po celý život byl vedle svého lékařského povolání aktivním hudebníkem. Koncertoval v mnoha zemích světa (např. Švýcarsko, Norsko, Francie, Čína či Maďarsko). Mimo jiné spolupracoval s Českou filharmonií, se Středočeským symfonickým orchestrem, Symfonickým orchestrem hlavního města Prahy, Slovenskou filharmonií a dalšími tělesy. Odborná kritika oceňovala jeho techniku hry, všestrannost a přirozenou kultivovanost. Rád hrál českou klavírní tvorbu 19. a 20. století. Byl významným propagátorem české klavírní tvorby, zejména Smetany, Dvořáka, Foerstera, Suka, Nováka a Janáčka. Ze zahraničních skladatelů pak Chopina, Beethovena, Liszta, Debussyho či Prokofjeva. Za své hudební dílo získal Vyznamenání Za vynikající práci a řadu dalších ocenění.

## Život
Narodil se roku 1908 jako třetí dítě poděbradského lékaře Jakuba Vondrovice a jeho ženy Anny (roz. Horové). Měl absolutní hudební sluch. Od dětství rád navštěvoval koncerty lázeňského orchestru. Sám začal na klavír hrát ve svých šesti či sedmi letech. V letech 1919-1927 vystudoval reálné gymnázium v Kolíně. Hru na klavír a hudební teorii studoval u Josefa Wintra. První samostatný koncert měl v Kolíně ve svých 17 letech.
V dalším studiu Vondrovic souběžně pokračoval na Lékařské fakultě Univerzity Karlovy (na otcovo přání) a Pražské konzervatoři. Na konzervatoři studoval pod vedením Karla Hoffmeistra a Ilony Štěpánové-Kurzové. V roce 1930 konzervatoř zakončil jako nejlepší posluchač, za což získal roční stipendium francouzské vlády ke studiu na pařížské École Normale de Musique de Paris (souběžně studoval medicínu na Sorbonně). Jeho učitelem byl Alfred Cortot. V závěrečné školní soutěži v roce 1931 získal první cenu v oblasti provedení a interpretace.
Jakkoliv byl Vondrovic nadaným hudebníkem, pro jeho otce bylo velmi důležité, aby pokračoval v rodinné lékařské tradici, ke které se pojila i značná společenská vážnost. Na medicíně Vondrovic promoval roku 1933. Poté byl lázeňským lékařem a se svým otcem provozoval soukromou praxi.
Koncertní činnosti se věnoval jako sólista a komorní hráč. Vystupoval společně se zpěvačkou Anežkou (Ašou) Slavickou, se kterou se 28. září 1938 oženil. Roku 1939 se jim narodila dcera Jitka a roku 1943 druhá dcera Eliška. Vondrovicovým švagrem byl skladatel Klement Slavický. Za druhé světové války své kulturní aktivity utlumil a zaměřil se na lékařství. Roku 1941 zemřel jeho otec Jakub Vondrovic, takže plně převzal rodinnou lékařskou praxi. Po válce začal opět koncertovat (jako sólista i v komorních uskupeních), často společně s pěveckým doprovodem manželky. Roku 1948 Vondrovic odmítl nabídku od konzervatoře v Curychu.
Po komunistickém převratu v únoru 1948 byla Vondrovicova soukromá lékařská praxe zrušena a poděbradský rodinný penzion byl zabaven státem (manželé v mohli nadále bydlet, ale platili nájem). Vondrovic byl nucen nastoupit jako zaměstnanec do státního Okresního ústavu národního zdraví (OÚNZ), kde jej funkcionáři nesmyslně kritizovali, že své povolání kvůli hudbě zanedbává. Ve stejné době získal novou náročnou specializaci na oftalmologii.

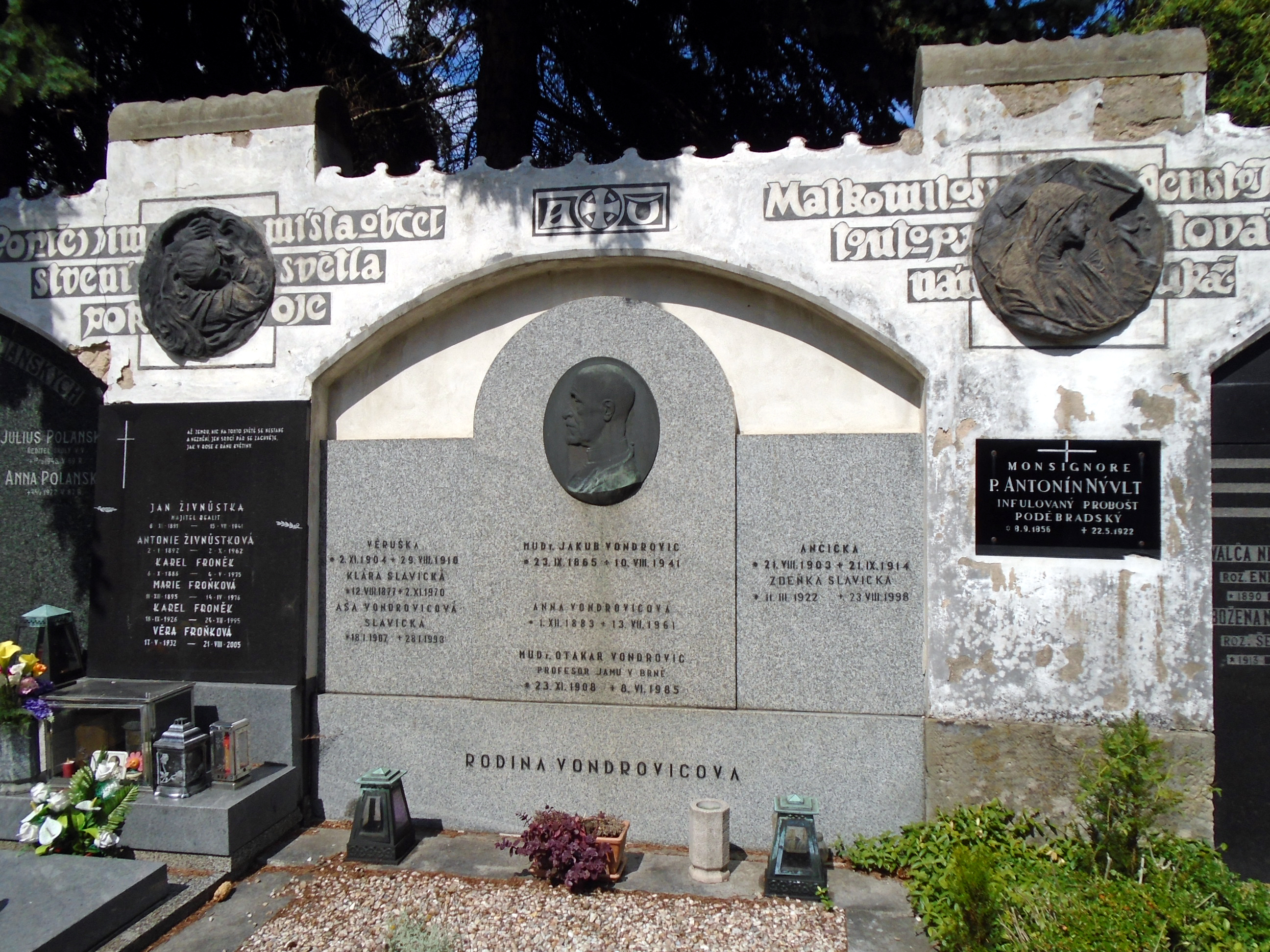
Místo posledního odpočinku Otakara Vondrovice na poděbradském hřbitově

Na počátku 60. let vyvrcholily jeho spory na pracovišti kvůli jeho klavírnímu vystupování, takže se namísto lékařského povolání začal více věnovat hudbě. Roku 1963 začal vyučovat jako profesor na JAMU v Brně. Roku 1968 byl jmenován prvním řádným profesorem klavíru a roku 1969 se stal vedoucím katedry klávesových nástrojů. Mezi jeho žáky patřily Alena Vlasáková a Eva Krámská. Na JAMU působil do počátku 80. let 20. století.
Roku 1985 zemřel na rakovinu jícnu. Pochován byl do rodinné hrobky na hřbitově v Poděbradech-Kluku.

## Ocenění[3]
- Vyznamenání Za vynikající práci (1969)
- Smetanova medaile (1974)
- Pamětní medaile Leoše Janáčka (1977)
- Čestný titul Zasloužilý umělec (1978)
- Janáčkova medaile (1980)
- Zlatá Janáčkova medaile (1982)
- Cena města Poděbrady

## Připomínky

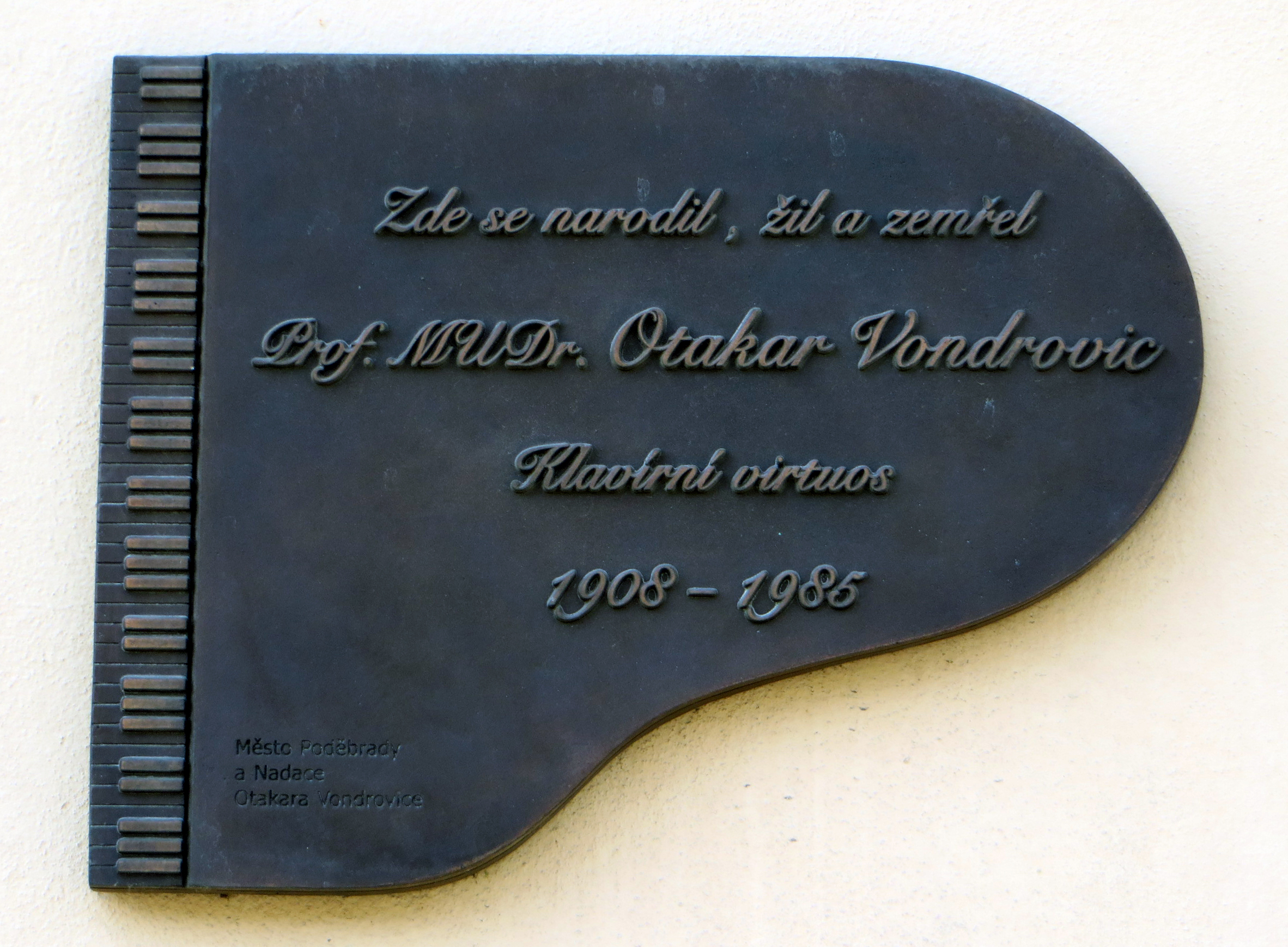
Pamětní deska na rodném domě Otakara Vondrovice

- Jeho jméno nese Společnost Otakara Vondrovice, pořádající koncerty vážné hudby.[3]
- Na jeho rodném domě v Poděbradech byla roku 2005 umístěna pamětní deska.[3]